# Мототрек (стадіон, Рівне)
«Мототр́ек» — стадіон технічних видів спорту, розташований у місті Рівному, який використовується для проведення спідвейних змагань.
Призначений для проведення змагань зі спідвею (трекові мотогонки по гаревій доріжці).
Був побудований у 1983 р. до 700 річчя м. Рівне.
Протягом багатьох років був одним з найкращих стадіонів Європи, приймаючи велику кількість престижних міжнародних змагань.

## Історія
Відкриття нового мототреку було присвячене 700-річчю міста Рівного. Подарунком для глядачів були дводенні особисті змагання —- 17 вересня за участю радянських спортсменів, 18, у день офіційної церемонії відкриття, міжнародна гонка, в якій стартували також представники Польщі, Угорщини та Чехословаччини.

## Характеристики
Доріжка треку вкрита гранітною крихтою. Загальна довжина доріжки становить 360 метрів, ширина прямих — 12 метрів, віражів — 18 метрів.
Стадіон має два входи для глядачів, заїзд у закритий парк, і ще один заїзд який використовується каретами швидкої допомоги, пожежними машинами і технікою для обслуговування доріжки.
Номінальна місткість стадіону 15 000 глядачів.
На території стадіону знаходиться коментаторська кабіна, кабіна для VIP-гостей, закритий парк для техніки, бокси для обслуговування та зберігання техніки, і машини, для обслуговування доріжки.

## Рекорди
65.32 сек., Ян Квех (AK Marketa Praha, Czech Republic), 04.08.2019 р. (II раунд Speedway Friendship Cup).

## Знакові змагання
24 травня 1959 року — першість України серед команд західної зони з мотогонок на гаревій доріжці. Перша офіційна гонка на рівненському мототреці.
17 вересня 1983 року — перша гонка зі спідвею на реконструйованому стадіоні за участю гонщиків 7 клубів вищої ліги та рівненського «Сигналу».
18 вересня 1983 року — перша міжнародна гонка на реконструйованому стадіоні, присвячена 700-річчю м.Рівне та відкриття стадіону.
1960, 1985, 1988 року — фінал особистого чемпіонату СРСР зі спідвею.
1961, 1962, 1963, 1965, 1966, 1967, 1968, 1969, 1973, 1984, 1985, 1988, 1996, 1997, 1998, 2005, 2009, 2021 — фінал особистого чемпіонату України зі спідвею.
22 липня 1984 року — особистий чемпіонат світу, континентальний фінал.
1986 — фінал особистого чемпіонату Європи зі спідвею серед юніорів.
1988 — фінал особистого чемпіонату СРСР зі спідвею серед юніорів.
1992 — фінал Кубка європейських чемпіонів зі спідвею (особистий залік).
2011 — фінал особистого чемпіонату Європи зі спідвею.
2012 — фінал чемпіонату Європи серед пар зі спідвею.
2019 — фінал особистого чемпіонату Європи зі спідвею серед юніорів.